# Ranunculus trautvetterianus
Ranunculus trautvetterianus är en ranunkelväxtart som beskrevs av Constantin Andreas von Regel och Pavel Nikolaevich Ovczinnikov. Ranunculus trautvetterianus ingår i släktet ranunkler, och familjen ranunkelväxter. Inga underarter finns listade i Catalogue of Life.